# Periostio
El periostio (gr. περί 'alrededor de' y osteo- ὀστέον gr. 'hueso') es una membrana de tejido conectivo concentrada de tejido vascular, fibrosa y resistente, que cubre los huesos por su superficie externa excepto en lugares de inserción de ligamentos, tendones y superficies articulares (la superficie externa del hueso a nivel de las articulaciones está cubierta por cartílago hialino, llamado cartílago articular). Esta membrana contiene vasos sanguíneos y nervios que nutren y dan sensibilidad al hueso.

## Estructura
El periostio posee terminaciones nerviosas nociceptivas, haciéndolo muy sensible a la manipulación. Además mediante la irrigación sanguínea provee nutrición al hueso. Se encuentra unido al hueso por fuertes fibras de colágeno llamadas fibras de Sharpey, las que se extienden a las laminillas circunferenciales externas e intersticiales.
El periostio está formado por una capa externa fibrosa y una capa interna de recambio. La primera contiene fibroblastos, mientras que la capa de recambio contiene células osteogénicas que se transforman en osteoblastos que son responsables del aumento de grosor del hueso. Después de una fractura ósea las células osteogénicas se transforman en osteoblastos y condroblastos las cuales son esenciales en el proceso de sanación.
El periostio que cubre la superficie externa del cráneo es conocido como pericráneo.
Se trata de una película fina consistente en tejidos conjuntivos, de color rosa pálido, que rodea el hueso por su exterior, hallándose insertado al mismo por medio de unos haces de tejido conjuntivo, las fibras perforantes, que penetran el hueso a través de unos conductos especiales. El periostio se compone de dos estratos: uno superficial (fibroso) y otro profundo o interno, osteogénico (llamado también cambium). El periostio es rico en nervios y vasos, participa en la nutrición y el crecimiento del espesor del hueso.

Membrana que rodea las partes de los huesos no cubiertas por los cartílagos. Tiene dos capas:
1.Capa externa: fibrosa, compuesta de tejido conectivo denso e irregular que contiene vasos sanguíneos, vasos linfáticos y nervios.
2.Capa interna u osteogénica: contiene fibras elásticas, vasos sanguíneos y diferentes tipos de células óseas.
- Datos: Q367423